# 太陽の党
太陽の党（たいようのとう、英語: Sunrise Party）は、かつて存在した日本の政党。略称は太陽。1字表記の際は、太と表記される。主に3期に渡って活動したが、いずれも短期間かつ小規模な活動に留まり、太陽の党としての大規模な活動は見られなかった。

## 概説
2012年11月13日、右派系小政党のたちあがれ日本が、石原慎太郎の参加とともに、「太陽の党」に党名を変更して誕生した。直後の11月16日に衆議院が解散・総選挙が決まり、同月17日に日本維新の会に合流、結党から5日間で姿を消した。ただし、政治資金規正法に基づく政党としてはその後も存続した。
2014年9月、「太陽の党」The Sunrise Partyは、当時無所属であった衆議院議員の西村眞悟、元航空幕僚長の田母神俊雄らによって活動を再開したが、同年11月26日、急な衆議院解散による第47回衆議院議員総選挙を前に、次世代の党への合流を太陽の党公式サイトで公表し、再び休眠状態となった。
2014年12月、次世代の党で当選した園田が太陽の党に移籍し党首に就任。所属国会議員が一人となり政党交付金の対象となる政党要件を満たした。園田はすぐに無所属となり自民党への復党の道を探るとしていた。しかし、2015年4月30日をもって党を解散、翌5月1日に次世代の党と合併した。同年5月、園田は4ヶ月ほどで元いた次世代の党へ復党した（さらに同年10月、園田は平沼赳夫とともに次世代の党を離党し、自民党に復党した。）。

## 党史

### 結党前
2010年に結成されたたちあがれ日本は平沼赳夫を党首とする保守系の小政党で、保守系の言論人である石原慎太郎東京都知事も「応援団長」として党に関わっていた。
2012年1月25日、石原と平沼、国民新党の亀井静香で3月中にも新党を結成するとの報道が流れた。当初、平沼は「亀井さんの一人芝居」と否定してきたが、以降、石原新党結成を目指した発言をしていくようになる。平沼は同日の記者会見で保守結集を目指し、「自民、民主の一部に働きかけ、70〜80人を糾合することを目標にしたい」と語り自民党の反発を受けた。自民党の谷垣禎一総裁は27日夜、「自民党からも引っ張ってこようというような失礼な話にコメントする必要もない」と不快感を示した。31日、石原伸晃幹事長も「人の財布に手突っ込むな」と反発した。
3月7日、平沼は記者会見で「都知事は、予算などで都議会が開かれているので、3月までに新党をつくるのは現実、考えられない問題だ」として当初目指していた3月結成を断念。「謀は密なるものを旨とすることだ。作業は深く静かに潜行してやっていかなければならない」とも述べて引き続き新党結成を目指す姿勢を鮮明にする。石原は4月12日、訪米前に成田空港で記者団の取材に応じ、新党構想について「一回ないことにする。白紙に戻す。やる必要があるならばおれ一人でも台本づくりをやる」と新党構想を練り直しを表明する。その後、訪米先で都による尖閣諸島購入を表明。たちあがれ日本もこれを支援するため、尖閣諸島購入の為の寄付金募集の口座を作り、以降石原及び平沼は尖閣購入関連の活動に注力する。国民新党を離党した亀井静香は新党について「5月末にはできる」と言い、また6月のたちあがれ日本の政治資金パーティで新党のお披露目があるのではないかと期待されたがなかった。
7月4日、たちあがれ日本は石原新党を視野にいれた「平成24年政策宣言」を発表した。自主憲法制定を最初に掲げ、尖閣諸島への自衛隊配備や財政への複式簿記の導入など、石原氏が進める政策を後押しする内容も盛り込む。政策宣言のキャッチフレーズは「日本力倍増！」。またこれに伴う会見で平沼は亀井との同一行動を否定し、石原も同様の対応を取るだろうと推測した。9月、政府により尖閣諸島が購入され、尖閣購入問題に一定の決着がつく。20日、平沼は横浜市中区内の講演で「38年間付き合ってきた仲だ。必ずできる」と明言した。10月12日、石原は記者会見で「中央官僚の国家支配をぶち壊さなきゃいけない。私は身を捨てて何でもやるつもりだ」と意欲を見せ、併せて「後は私の年齢（80歳）と健康だ」と近く健康診断の結果で最終判断する考えを示した。さらに翌日の13日には、新党「日本維新の会」を結成した橋下徹と石原と平沼が極秘会談した。
10月25日、石原は午後3時から緊急記者会見を開き、東京都知事の辞任と新党結成の意向を示し、自身は東京ブロックでの比例出馬を表明した。記者会見の後、たちあがれ日本の本部で全議員と対応を協議。30日の拡大支部長会議でたちあがれ日本の解党と石原新党への合流を決定した。しかし10月30日の全国拡大支部長会議では「たちあがれ日本を解党して石原新党へ合流する」方針を撤回し「たちあがれ日本を改名して石原新党とする」方針に修正した。これは、たちあがれ日本を解党した場合、たちあがれ日本に対する政党交付金（12月分のみで約4300万円）を受け取れなくなるという事情があった。

### 第1期

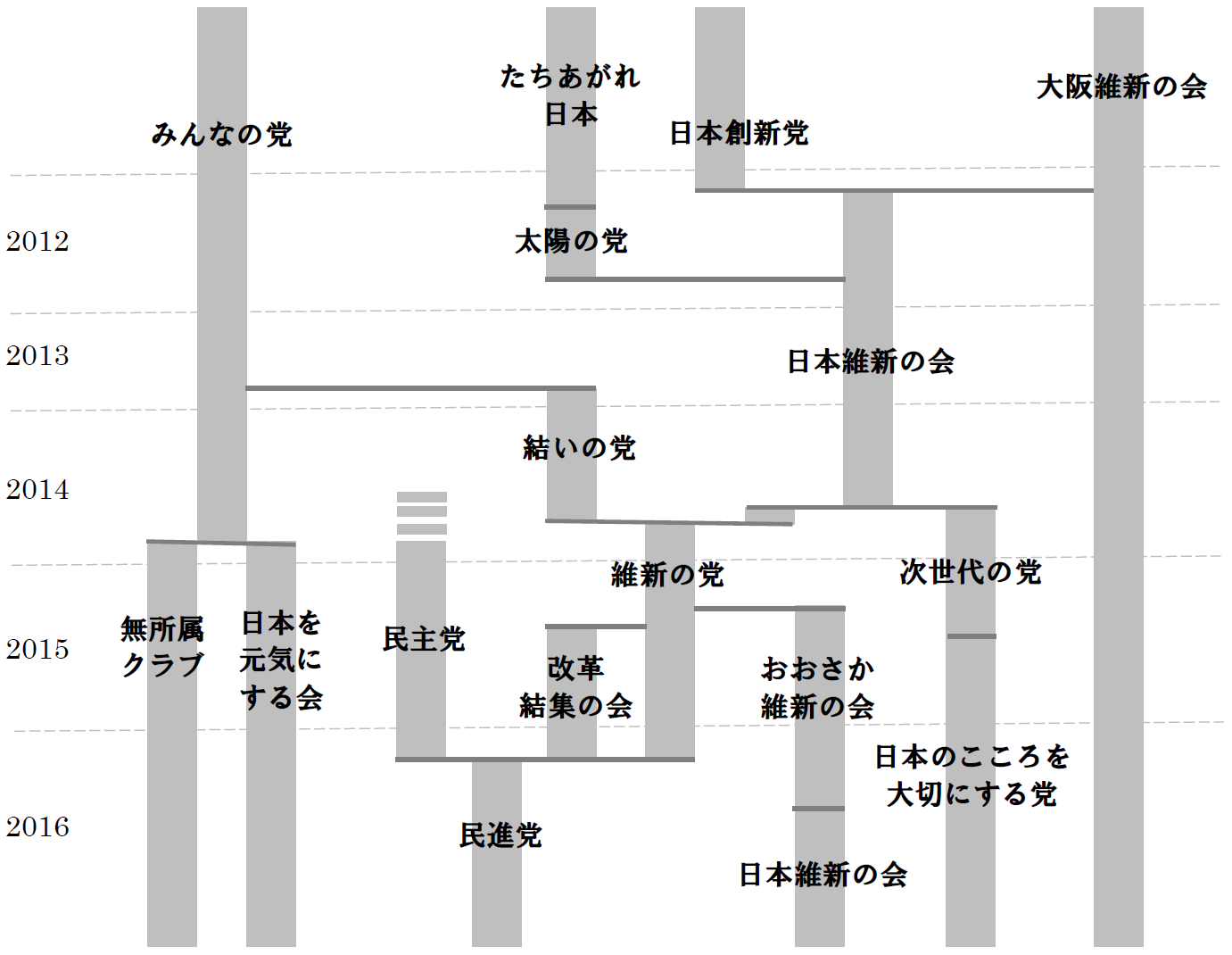
2010年代の第三極の離合集散

11月13日、「たちあがれ日本」を党名変更する形式を取って、新党「太陽の党」の結成を総務省に提出。石原と平沼が共同代表を務め、「たちあがれ日本」所属の現職国会議員5名に石原が参加する形を採って結党した。その他に、民主党を離党した中津川博郷らも合流する意思を示した。結成にあたって参加を持ち掛けられた亀井は、新党が亀井と政策理念が異なる橋下徹との連携を図ろうとしたため、参加を拒否する。
結党後、更なる党勢拡大を目指して、名古屋圏の地方政党減税日本との合流が交渉された。しかし16日、太陽の党側が日本維新の会と合流することとなったため、減税日本との協議は棚上げされた。その後、減税日本は石原らとの合流を断念、亀井らと合流し、日本未来の党に参加する。
16日、石原と橋下が東京都内でトップ会談を行い、その場で、太陽の党が日本維新の会へと合流することに合意し、翌17日に正式発表された。背景には維新の会の資金難及びそれに伴う出馬議員不足があった。17日、石原が代表に招聘される形で両党は合流、太陽の党は結党からわずか4日で活動を休止した。。
政治資金規正法の上では11月19日付（同26日届出）で代表者が石原から別の人物に交代し、第46回衆議院議員総選挙後も形式上は存続した。政党助成法の上では11月21日付けで政党要件を満たさなくなり、12月3日に解散等届を提出し、総務省より12月7日に特定交付金の交付が決定された。
太陽の党との合流後の日本維新の会内部では橋下率いる大阪維新の会系の議員と石原率いる太陽の党系の議員の間における政策面でのズレなどがマスメディア等で指摘されていた。この対立は2014年、結いの党との合流を巡って表に出た。石原が結いの党とは憲法観が合わず一緒にやっていくことは不可能だ、と断じたためである。結果、石原、橋下間の取り決めで分党が決定、概ね太陽の党の系列の議員が石原に従い、次世代の党を結成した。

### 第2期
2014年9月25日、無所属となっていた衆議院議員の西村眞悟と元・航空幕僚長で2014年東京都知事選挙に石原の支援で立候補した田母神俊雄が、衆議院議員会館で記者会見をし、休眠状態にあった「太陽の党」を引き継ぎ新党を結成すると発表した。党名称も「太陽の党」を引き継いだが、英文名称は"Sunrise Party"から新たに定冠詞Theがつき、"The Sunrise Party"となった。記者会見には石原や、旧太陽の参議院代表、会計責任者を務めた藤井孝男が同席した（なお、太陽の党所属議員が日本維新の会に移籍し、党が休眠中にあった期間に政治資金収支報告書の届け出上の代表者を務めた濱﨑博は、藤井孝男後援会の会計責任者である）。会見中の挨拶で、石原は新たな太陽の党始動の経緯について
　「あのときつくった太陽の党はいま政党として法的にきちんと存在しているので、これをとにかく活用する方法はないかと考えていたが、西村さんがご自身の発言で、自分から意を決して身を引かれて、いま無所属にある。私は西村さんとは昔から本当に肝胆相照らす仲で、尖閣の問題、その他の問題で一緒に闘ってきたが、こういう行動的な政治家はなかなか日本にいなくなった。そういうことで、あの発言で彼が自分から身を引いて、無所属でいては本当にもったいない気がした。これだけの論客、これだけの行動力のある政治家をいかさなくちゃいかんと思い、なんか方法はないかなあと思っていた」
　「にわかに復党ということにも、いろいろ軋轢があり、それならば政党として存在している太陽の党をおおいに活用し、党首になってもらって、これからもこの党を運営してもらおうということで合意を得たので、それを今日皆さんに発表することになった」
などと語った。
2014年11月26日、次世代の党に合流することを太陽の党公式サイト上で公表し、再び解党した。12月の総選挙で、次世代の党は大敗を喫する。

### 第3期
2015年1月1日、次世代の党の園田博之が復党して、太陽の党代表に就任した。これによって、太陽の党は政党要件を満たして再興された。衆議院では、いわゆる「一人会派」は認められないことから、次世代の党と統一会派「次世代の党」を結成した。しかしこの復党を政党助成金目当てのかけ込み移籍であるとして批判する政党もあった。
2015年4月30日付での党解散、および翌5月1日の次世代の党との合併が決まった。

## 他党との関係
減税日本
共通マニフェストの作成や選挙協力を視野に入れていた。
2012年11月に太陽の党と減税日本の合流が浮上したが、石原慎太郎が太陽の党との合流を視野に入れていた日本維新の会橋下徹が減税日本の合流に難色を示したため、太陽の党と減税日本の合流は白紙となった。
日本維新の会
2012年11月に、党首の石原と、橋下徹の会談の結果、日本維新の会と合流することとなった。

## 役職

### 歴代の代表一覧
| 太陽の党                    | 太陽の党 | 太陽の党                        | 太陽の党 | 太陽の党                      | 太陽の党                                       |
| 代                          | 代表     | 代表                            | 期       | 就任日                        | 退任日                                         |
| --------------------------- | -------- | ------------------------------- | -------- | ----------------------------- | ---------------------------------------------- |
| 1                           | 共同代表 | 共同代表                        | 1        | 2012年11月13日                | 2012年11月19日                                 |
| 1                           | 平沼赳夫 |                                 | 1        | 2012年11月13日                | 2012年11月19日                                 |
| 1                           |          | 石原慎太郎                      | 1        | 2012年11月13日                | 2012年11月19日                                 |
| 1                           | 代表     |                                 | 1        | 2012年11月13日                | 2012年11月19日                                 |
| 2                           | 1        | 2012年11月19日 （届出は同26日） | 不明     |                               |                                                |
| 2                           | 1        | 2012年11月19日 （届出は同26日） | 不明     | 島武志                        |                                                |
| 3                           |          | 濱﨑博                          | 1        | 不明 （届出は2013年12月25日） | 2014年9月25日                                  |
| 太陽の党(The Sunrise Party) |          |                                 |          |                               |                                                |
| 代                          | 代表     | 代表                            | 期       | 就任日                        | 退任日                                         |
| 1                           |          | 西村眞悟                        | 1        | 2014年9月25日                 | 不明 （次世代の党の公認発表は 2014年11月26日） |
| 2                           |          | 濱﨑博                          | 1        | 不明 （届出は2014年12月1日）  | 2015年1月1日                                   |
| 3                           | 党首     | 党首                            | 1        | 2015年1月1日                  | （2015年4月30日で党解散）                      |
| 3                           | 園田博之 |                                 | 1        | 2015年1月1日                  | （2015年4月30日で党解散）                      |

### 歴代の役員一覧
| 太陽の党            | 太陽の党 | 太陽の党   | 太陽の党     | 太陽の党         | 太陽の党                            | 太陽の党 |
| 共同代表            | 幹事長   | 参議院代表 | 参議院幹事長 | 参議院幹事長代理 | 就任年月                            | 備考 |
| ------------------- | -------- | ---------- | ------------ | ---------------- | ----------------------------------- | --- |
| 平沼赳夫 石原慎太郎 | 園田博之 | 藤井孝男   | 片山虎之助   | 中山恭子         | 2012年11月                          | 名称変更 |
| 代表                | ／       | ／         | ／           | ／               | 就任年月                            | 備考 |
| 島武志              | ／       | ／         | ／           | ／               | 2012年11月                          | 政治資金規正法の上での代表交代 （同月17日付で日本維新の会に合流・解党済み） （同21日付で政党要件を失っている） |
| 濱﨑博              | ／       | ／         | ／           | ／               | （不明） （届出日は2013年12月25日） | 濱﨑博は、藤井孝男後援会の会計責任者である                                                                     |

| 太陽の党(The Sunrise Party) | 太陽の党(The Sunrise Party) | 太陽の党(The Sunrise Party)            | 太陽の党(The Sunrise Party) |
| 代表                        | 代表幹事 国民運動本部長     | 就任年月                               | 備考                        |
| --------------------------- | --------------------------- | -------------------------------------- | --------------------------- |
| 西村眞悟                    | 田母神俊雄                  | 2014年9月（代表届出日は2014年9月25日） |                             |
| 濱﨑博                      |                             | 不明（代表届出日は2014年12月1日）      |                             |
| 園田博之                    |                             | 2015年1月1日                           | 職名は党首                  |